# قانون حق تکثیر ایالات متحده آمریکا
قوانین حق تکثیر آمریکا(به انگلیسی: United States copyright law) مجموعه قوانینی‌است که با هدف حمایت از مؤلفان و مصنفین به وجود آمده و در ایالات متحده لازم اجراست.
حق تکثیر در ایلات متحده یک قانون فدرال است، و در قانون اساسی آمریکا از آن ذکر شده‌است:
کنگره قدرت دارد تا [. . .] هنر و علم را ترویج دهد، به همراه تضمین امنیت لازم برای حفظ حقوق نویسندگان و مخترعان برای جلوگیری از دزدی در نوشته‌ها یا کشف‌هایشان.
این بند اساس قانون حق تکثیر آمریکا است ("علم"، "نویسندگان"، "نوشته‌ها") و قانون حق ثبت ("هنرهای معمول"، "اختراعات"، "کشف‌ها")، و محدودیت زمانی را دربردارد.
در ایالات متحده قوانین حق تکثیر توسط دفتر حق‌تکثیر ایالات متحده، بخشی از کتابخانه کنگره عهده‌دار است. برای اطلاعات بیشتر به the Copyright وبگاه رسمی حق تکثیر مراجعه کنید.

## پرونده‌ها

### Fixation
- White-Smith Music Publishing Company v. Apollo Company (۱۹۰۸)
- Midway Manufacturing Co. v. Artic International, Inc. (۱۹۸۲)

### ابتکار
- Burrow-Giles Lithographic Co. v. Sarony (۱۸۸۴)
- Feist Publications v. Rural Telephone Service (۱۹۹۱)

### ایده
- Baker v. Selden (۱۸۸۰)
- Computer Associates Int. Inc. v. Altai Inc. (۱۹۹۲)

### استفاده منصفانه
- Suntrust v. Houghton Mifflin (11th Cir. ۲۰۰۱) (re. Parody)